# Aglaenita affinis
Aglaenita affinis är en insektsart som beskrevs av Marques-costa och Rodney Ramiro Cavichioli 2006. Aglaenita affinis ingår i släktet Aglaenita och familjen dvärgstritar. Inga underarter finns listade i Catalogue of Life.